# Xanthorrhoea semiplana
Xanthorrhoea semiplana is een grasboom uit de familie Xanthorrhoeaceae. De soort komt voor in het zuidoosten van Australië, op het Eyre-schiereiland, Yorke-schiereiland, Fleurieu-schiereiland, Kangaroo Island en in het centrale westelijke deel van de deelstaat Victoria.Er zijn twee ondersoorten.

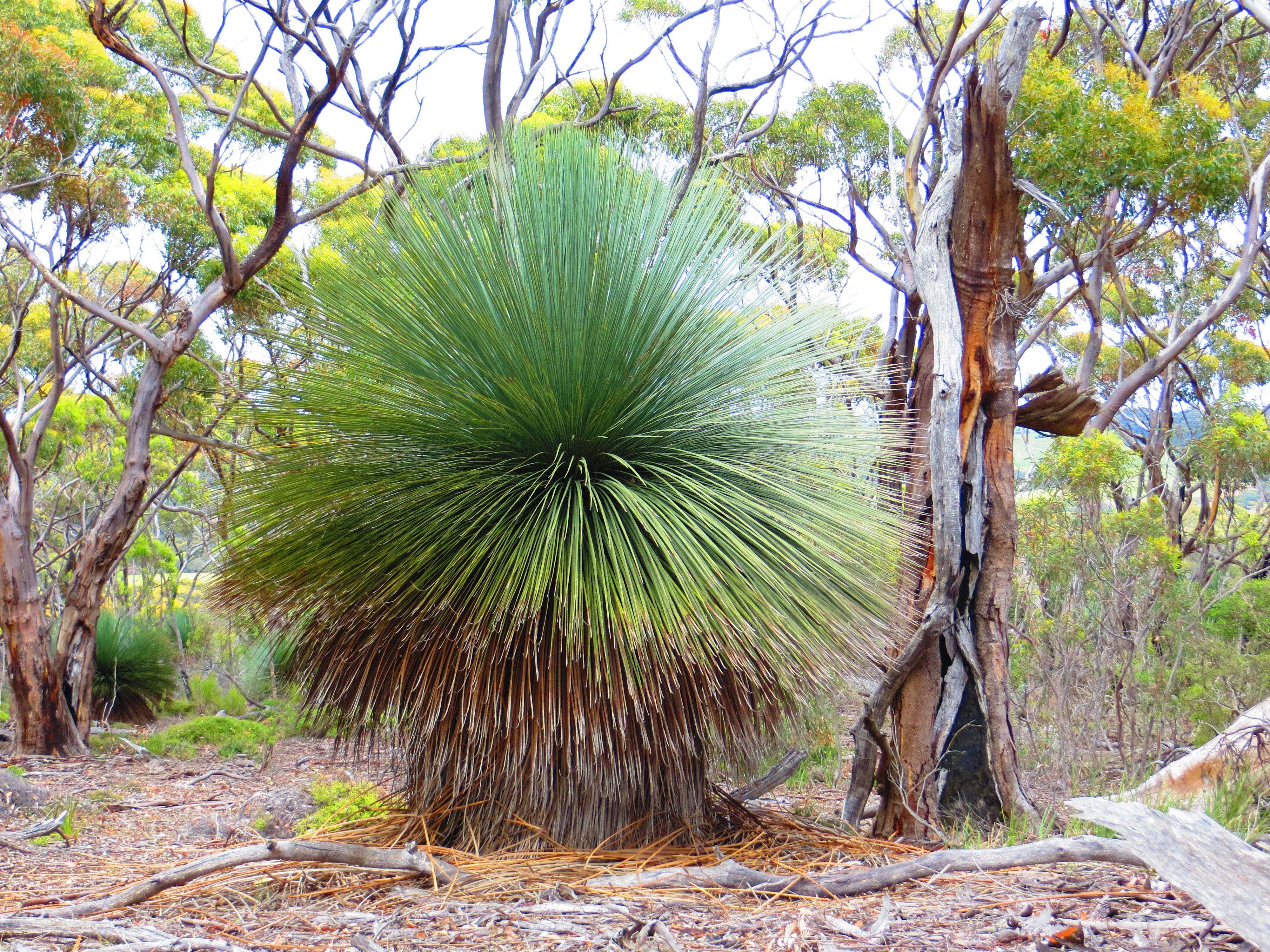
Xanthorrhoea semiplana subsp. tateana op Kangaroo Island.

## Ondersoorten
- Xanthorrhoea semiplana subsp. semiplana
- Xanthorrhoea semiplana subsp. tateana